# Campionati del mondo di ciclismo su strada 1988
I Campionati del mondo di ciclismo su strada 1988 si disputarono a Ronse, in Belgio.
Furono assegnati due titoli:
- Cronometro a squadre Donne
- Prova in linea Uomini Professionisti, gara di 271,4 km

Le prove Dilettanti e la gara in linea Donne si svolsero ai Giochi della XXIV Olimpiade di Seul.

## Storia
Il mondiale sul circuito belga di Ronse (meglio conosciuto con il nome francese, Renaix) fu deciso da una drammatica volata a tre. Il corridore di casa Claude Criquielion, già iridato nel 1984, scattò all'inizio dell'ultimo giro, seguito dall'italiano Maurizio Fondriest. I due vennero raggiunti proprio a poche centinaia di metri dal tragurdo dal canadese Steve Bauer. La volata sembra un affare a due tra Bauer e Criquielion, ma il canadese stringe contro le barriere il belga, che cade rovinosamente. Fondriest può così vincere in scioltezza davanti a Bauer, che sarà poi squalificato per la sua manovra, mentre Criquielion taglierà il traguardo in undicesima posizione, a piedi con la bici in mano.

## Medagliere
| Pos.   | Nazione          | Oro | Argento | Bronzo | Totale |
| ------ | ---------------- | --- | ------- | ------ | ------ |
| 1      | Italia           | 2   | 0       | 0      | 2      |
| 2      | Francia          | 0   | 1       | 0      | 1      |
| 2      | Unione Sovietica | 0   | 1       | 0      | 1      |
| 4      | Stati Uniti      | 0   | 0       | 1      | 1      |
| 4      | Spagna           | 0   | 0       | 1      | 1      |
| Totale | Totale           | 2   | 2       | 2      | 6      |

## Sommario degli eventi
| Eventi                        | Oro                                     | Tempo                      | Argento                                                   | Tempo | Bronzo                                     | Tempo |
| Uomini Professionisti         |                                         |                            |                                                           |       |                                            |       |
| Gara in linea dettagli        | Maurizio Fondriest Italia               | 7h02'11" Media 38,571 km/h | Martial Gayant Francia                                    | a 27" | Juan Fernández Martín Spagna               | a 41" |
| Donne                         |                                         |                            |                                                           |       |                                            |       |
| Cronometro a squadre dettagli | Italia Bandini, Bonanomi, Canins, Galli | ?                          | Unione Sovietica Jakovleva, Kibardina, Rožkova, Zilporytė | ?     | Stati Uniti Golay, Hines, Marshall, Schenk | ?     |